# 阿布杜勒拉希德·萨杜拉耶夫
阿布杜勒拉希德·布拉切维奇·萨杜拉耶夫（俄語：Абдулраши́д Була́чевич Садула́ев，1996年5月9日—）是一名俄罗斯自由式摔跤运动员，两届奥运会冠军（2016年、2020年）、五届世界冠军（2014年、2015年、2018年、2019年、2021年）、世界冠军银牌奖牌获得者（2017年）、个人世界杯（2020年）四届欧洲冠军（2014年、2018年、2019年、2020年）23岁以下运动员欧洲冠军（2016年）、欧洲运动会冠军（2015年、2019年）、五届冠军俄罗斯（2014、2015、2017、2018、2020）。俄罗斯荣誉体育大师。阿瓦尔人。